# Parroquia Guanape
Guanape es una parroquia del Municipio Manuel Ezequiel Bruzual, está situado en la zona Nor-Oeste del estado Estado Anzoátegui Venezuela, ubicado a las faldas de la Fila Maestra, limita por el norte con Sabana de Uchire al sur con el Municipio Cajigal al este con Clarines al oeste con Valle de Guanape
Guanape es una población que ocupa una extensión de 845,25 km² y se extiende sobre la imponente Fila Maestra y Sabana, la población está situada en el centro de dos montañas que componen el sistema montañoso de la parroquia, cuenta con un Río que lleva por nombre Rio Guanape como el mismo pueblo. Con 7.461 habitantes según el INE 2011, Guanape es la segunda parroquia más grande del Municipio Manuel Ezequiel Bruzual y el primero territorialmente, Guanape se compone por un casco central y por cuatro calles largas y transversales que componen el sistema urbano de la parroquia, cuenta con barrios satélites como Guamachito, Inavi, Boca de Monte y Las Varas 1,2 y 3 también conforman la parroquia Guanape 33 caseríos, El Guamo, Mayare, Murgua, Navarro, Campo Alegre, El Alambre, Campanario, San Ramón, Los Caros, La Cirilera, La Esperanza, Arena, Chanchamire, Picadero, Tequendama, El Rey, La Escondida, Los Médanos.

## Antecedentes de su fundación
Relata Monseñor Constantino Maradei Donato en su obra Historia del Estado Anzoátegui: "Al parecer el pueblo de Guanape es antiquísimo y según Viso fue fundado por el Fraile de la orden de San Agustín, Fr. Lorenzo de Belmonte, en 1650 como pueblo de doctrina, con el nombre de El Salvador de Guanape. Como se ve, la fundación dataría de antes de la venida de los Franciscanos Observantes en el año de 1654. La labor de los padres Recolectos de la Orden de San Agustín, era evangelizadora y no fundacional, lo que suscitaría un fuerte conflicto entre estas ordenes.
De la primera fundación de Guanape, al parecer nada quedó. Es en el año de 1745 cuando se tienen noticias de los Franciscanos Observantes, al encontrar un pueblo constituido por una reducida población de blancos e indios, según testimonio del Padre Caulín. Fué Vicente Calixto de Armas, su esposa Francisca Josefa y los que con ellos llegaron, los que dieron forma a la incipiente población."
Real Intendencia de Caracas. Año de 1803. 
"Autos sobre aprobar los instruidos en la Intendencia General a instancias de don Vicente de Armas sobre denuncio y composición de seis y media leguas de tierras realengas en el río y sitio de Guanape jurisdicción de Orituco.
El documento marca el germen de lo que sería, andando el tiempo, la población de Guanape. Es el origen de una parroquia que sería formalizada, en una fecha aun no precisada, entre los años 1827 y 1832. Para esta fecha la zona o sitio de Guanape estaba bajo la jurisdicción de Altagracia de Orituco, en la Provincia de Caracas, zona en constante disputa, desde el inicio de la conquista, entre las Provincias de Cumaná y la de Caracas, con fronteras que se estuvieron moviendo a lo largo de la historia.
En el documento, fechado en Caracas a 25 de febrero de 1803, se formaliza y aprueba la providencia acordada el 7 de febrero del mismo año, en donde se admite la solicitud de don Vicente María de Armas Bellorín, para la adjudicación de las tierras realengas del sitio de Guanape. Realengas significaba que eran tierras propiedad del Rey y que no estaban adjudicadas a ninguna persona para su explotación, cuando digo personas, léase personas blancas, españoles, porque es bastante seguro que en la zona existieran rancherías indígenas, pero para efectos de la ley, en esta zona ellos deberían estar en los resguardos indígenas de la zona de Tucuyo y Puruey.
Don Vicente María de Armas introdujo su solicitud y mensura de la tierra el 23 de julio de 1802 y casi un año después, el 25 de febrero de 1803, recibe la aprobación y se señala que la adjudicación es por 6 leguas y media y trescientos treinta y ocho mil varas cuadradas, que sería, según nuestros cálculos no exentos de error, casi unas 13 mil hectáreas de “(…) sabanas para cría de animales y de labor, que resultaron realengas en el río y sitio de Guanape (…)” y por la cual canceló 1000 pesos en que fueron avaluadas y enteradas a la Real Intendencia de Caracas. El documento está firmado por Joseph Ravelo, presidente interino de la Real Intendencia de la Provincia de Caracas, y refrendado por López Quintana Oydor Decano, Asteguieta, Contador Mayor Decano y Cambell, Contador General."
(Información suministrada por Julio José González Chacín)
Fray Antonio Caulín no hace alusión explícita a los procesos fundacionales de los pueblos ubicados en la parte más noroccidental de la Cuenca del Unare: Guanape y Sabana de Uchire. Sin embargo, varias hipótesis se pueden deducir a partir de algunas señales que nos proporciona la fina lectura y análisis de su libro Historia de la Nueva Andalucía.
El 7 de junio de 1827, por diligencias legítimas de los señores Calixto Vicente de Armas, Vicente María y Carlos Armas, Manuel Itriago, Rosalino Ron, Esteban Francisco Marrero, Bartolomé Rivas, entre otros no menos prominentes Guanapenses de la época, solicitaron en nombre de su Pueblo para entonces Provincia de Caracas su categoría de Municipio y de parroquia Eclesiástica por parte del Alcalde Municipal de la Concepción de Piritu y de conformidad con las leyes vigentes para la fecha. De tal fecha data la vida civil de Guanape, así consta en acta que reposa en el Registro Principal del estado Estado Anzoátegui.

## Símbolos

### Bandera de Guanape
Un rectángulo dividido en tres franjas en forma de triángulos. La superior es de color azul claro y representa a nuestro hermoso cielo Guanapense, la franja central es amarilla y se encuentra unida en el centro por un círculo blanco con borde anaranjado y representa a nuestro radiante sol de cada día y al calor humano de nuestro gentilicio.
La franja inferior es de color verde claro y representa nuestros campos, potreros, sembradíos y pastizales.
En el centro del disco solar se aprecia un viejo libro abierto el cual contiene las dos franjas importantes de nuestro pueblo 1650-1827 al fondo tenemos una lámpara con una vela encendida que ilumina todo a su alrededor, representa el conocimiento, la sabiduría. Al pie del libro hay un tintero y una pluma, es una invitación a seguir escribiendo las mejores páginas de nuestra historia con optimismo, fuerza de voluntad y trabajo.
En el centro de nuestro pabellón local se puede leer GUANAPE:
“PUEBLO DE HISTORIA”

### Escudo de Guanape
Un rectángulo dividido en cuatro cuadrantes; el primero de color blanco muestra un perfil de un indígena que hace referencia a los primeros habitantes de la región. El segundo de color azul celeste muestra la fachada de la iglesia Nstra. Sra. De la Candelaria de Guanape, símbolo de la fe de sus pobladores. El tercer nos muestra un farol colonial encendido muestra de los rastros arquitectónicos de una época. El cuarto y último es de color verde, como los campos, potreros y llanuras. Se aprecia un tractor, ganado y terreno para sembrar, es el verde esperanza que siempre nos va a abrigar.
Encima de este conjunto se aprecia una cornupia llena de frutas que simboliza la abundancia y fertilidad de nuestras tierras. La decoran un grupo de tejas rojas de lo que eran techadas algunas casas en la época de la colonia, detrás de la cornupia se aprecia una tinaja de la cual se derrama agua fresca, representa la que fue el Río Guanape en su mejor momento. Recostado tenemos un violín que representa a la música y a los músicos de nuestro pueblo, Guanape también es conocido por ser “Tierra de Violines” en la parte inferior nos encontramos con una cinta azul cielo Guanapense, que enlaza por el lado derecho una mata de maíz como producto de las cosechas y la fecha 1650, primera fundación de Guanape. A la izquierda una mata de sorgo y la fecha 1827, Elevación del pueblo a Municipio y parroquia eclesiástica.
En el centro de la cinta y en letras color verde se lee Guanape, y en la cinta inferior la frase “PUEBLO DE HISTORIA”

### Himno a Guanape
I
Aquí les traigo un himno a Guanape. El pueblo donde yo nací, con orgullo lo digo ante todos, Guanapense es mi raíz.
II
Candelaria es nuestra patrona. Que ilumina nuestro andar, el día con su sol radiante, en las noches con luceros por millar.
III
Guanape se viste de fiesta, cada día desde su fundación, junto al júbilo que expresa su gente cuando entona nuestra canción.
IV
Guanape, cual padre afectuoso, abre sus brazos para recibir, a sus hijos que estaban ausentes y hoy en su plaza se vuelven a reunir.
V
Oh, Guanape, oh Guanape, mi sentir se hizo canción, espero sea de tu agrado, pues la hice de todo corazón….
Letra: José R. Castillo.
Música: Enrique Armas

## Geografía física
El término Parroquia de Guanape está representado en actas en los diferentes registros del estado, el cual limita al norte con la parroquia Sabana de Uchire del mismo Municipio Bruzual; al este con la parroquia de Clarines la cual es capital del Municipio Bruzual; al oeste con el Municipio Carvajal; al sur con el Municipio Cajigal.
| Noroeste: Sabana de Uchire y Valle de Guanape | Norte: Sabana de Uchire y Municipio Carvajal | Noreste: Sabana de Uchire y Clarines |
| Oeste: Valle de Guanape                       |                                              | Este: Clarines, Onoto                |
| Suroeste Valle de Guanape                     | Sur: Guaribe Tenepe                          | Sureste: Onoto                       |

### Relieve

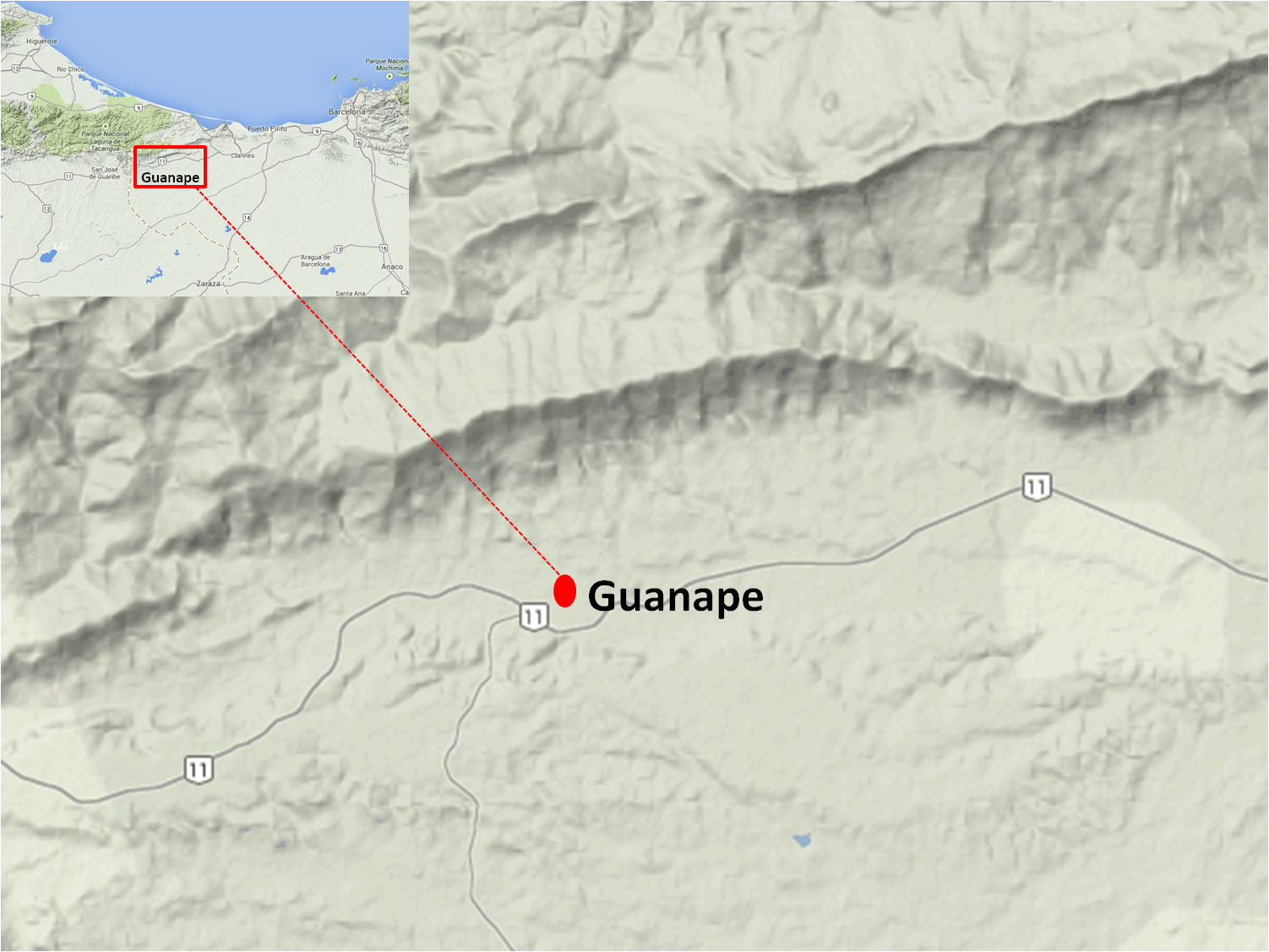
Mapa físico del término municipal de Guanape

La Parroquia Guanape se extiende por dos Cámaras Naturales de diferentes paisajes; La cual presenta un gran sistema montañoso que bordea la Población y más hacia fuera presenta un sistema de llanuras y Sabana, hacia el Norte corresponde más montañoso, que llegan alcanzar 545 metros por el Este y Sur se presenta lo más llano y las Sabana de toda la parroquia y el Oeste está conformado por Montañas y sabanas.

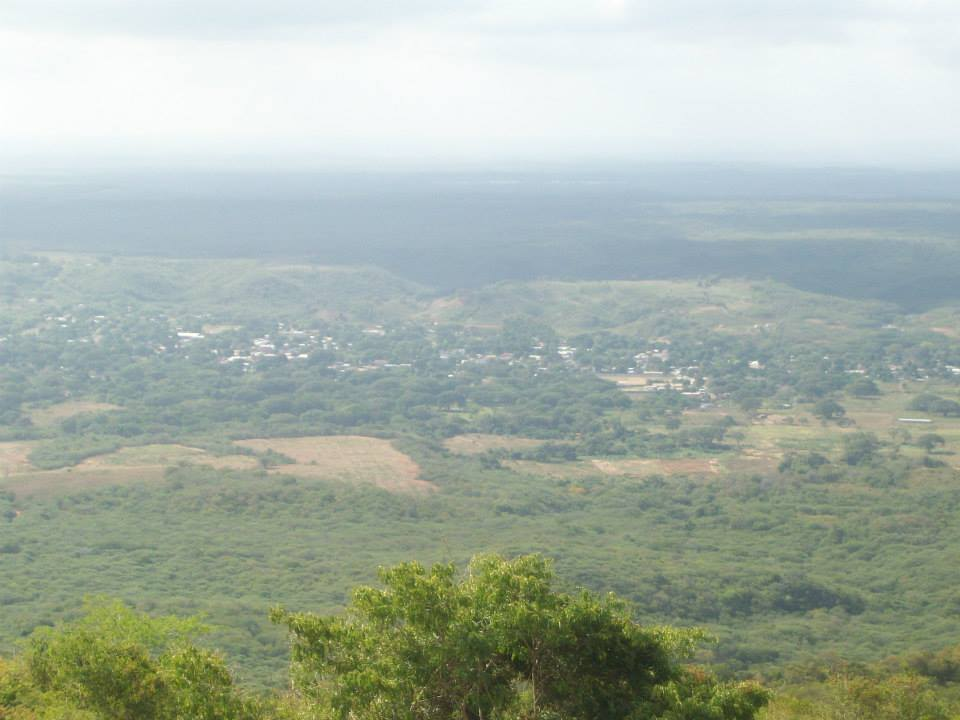
Perfil montañoso de Guanape visto desde la fila maestra.

Perfil montañoso de Guanape visto desde la fila maestra. La Zona es suavemente ondulada, destacándose el amplio fundo del valle del Rio Guanape, con una pendiente de 3% variando a un máximo de 16 % hacia el extremo Nor-occidental de la parroquia. El medio de población de piedemonte con una serie de colinas y restos de mesetas.

### Hidrografía
Guanape es una parroquia del Municipio Manuel Ezequiel Bruzual, la cual su principal abastecimiento de agua proviene desde el año 2018 del embalse Mayare comunidad perteneciente a la parroquia Guanape.

### Clima

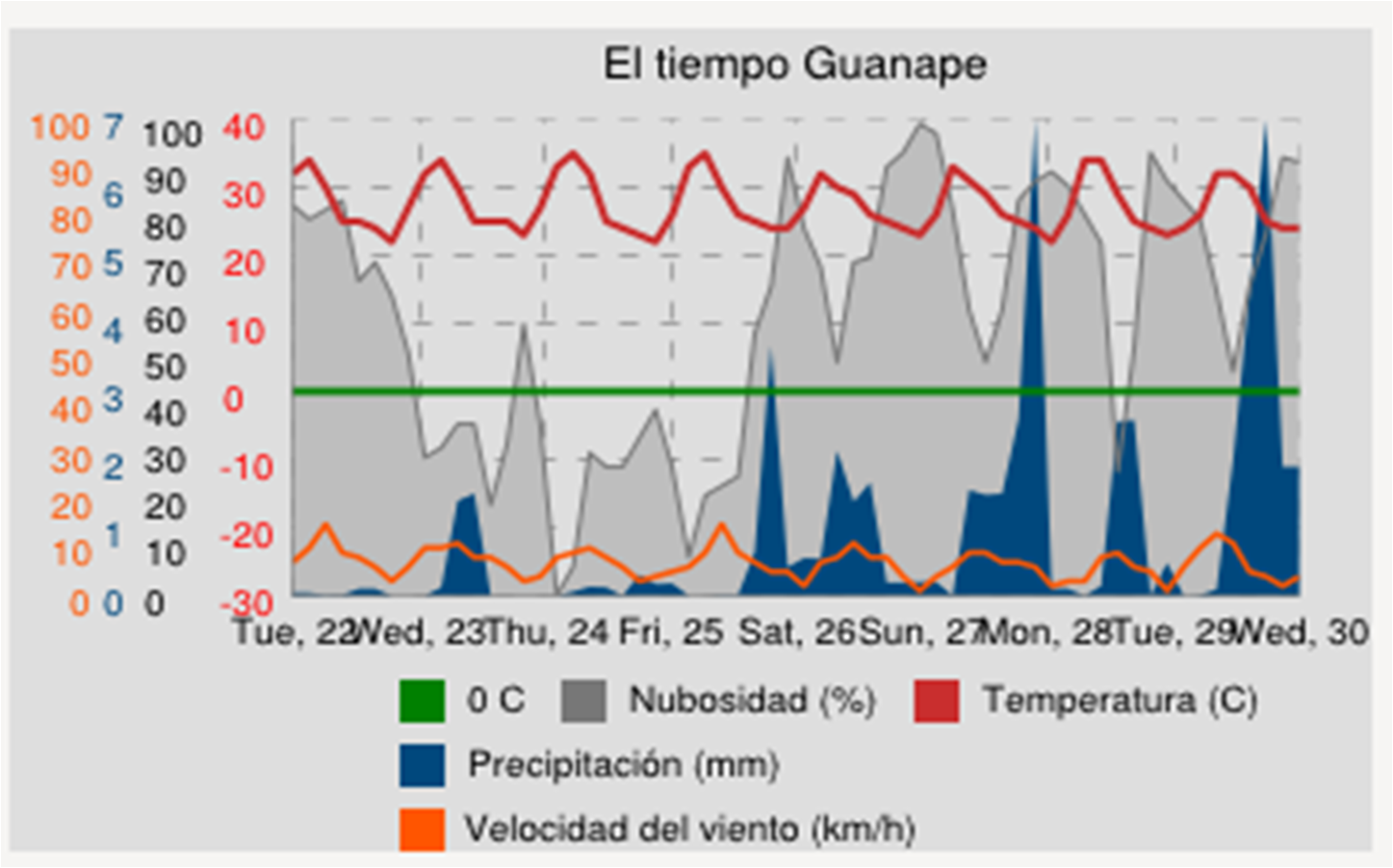
Clima de Guanape.

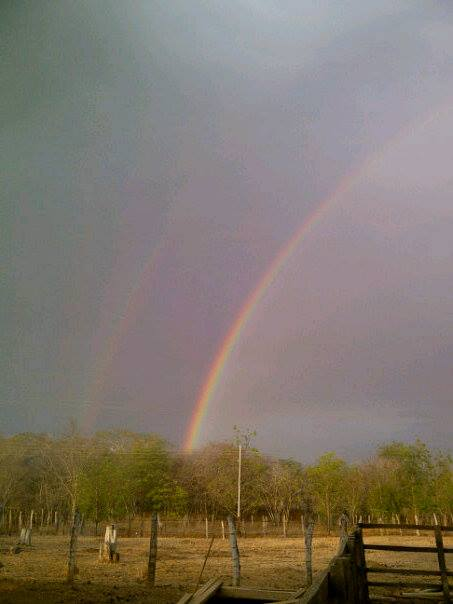
Puesta de sol desde la cirilera Guanape.

El clima de Guanape subtropical, la Temperatura media varia Máx 33 ªC Y Mín 22 ªC una precipitación promedio de 688,4 mm anuales, como patrón de distribución unimodal donde el periodo lluvioso se desarrolla de Junio a Octubre y se descarga el 80% de las lluvias; siendo Julio y agosto los máximos módulos mensuales.

### Flora

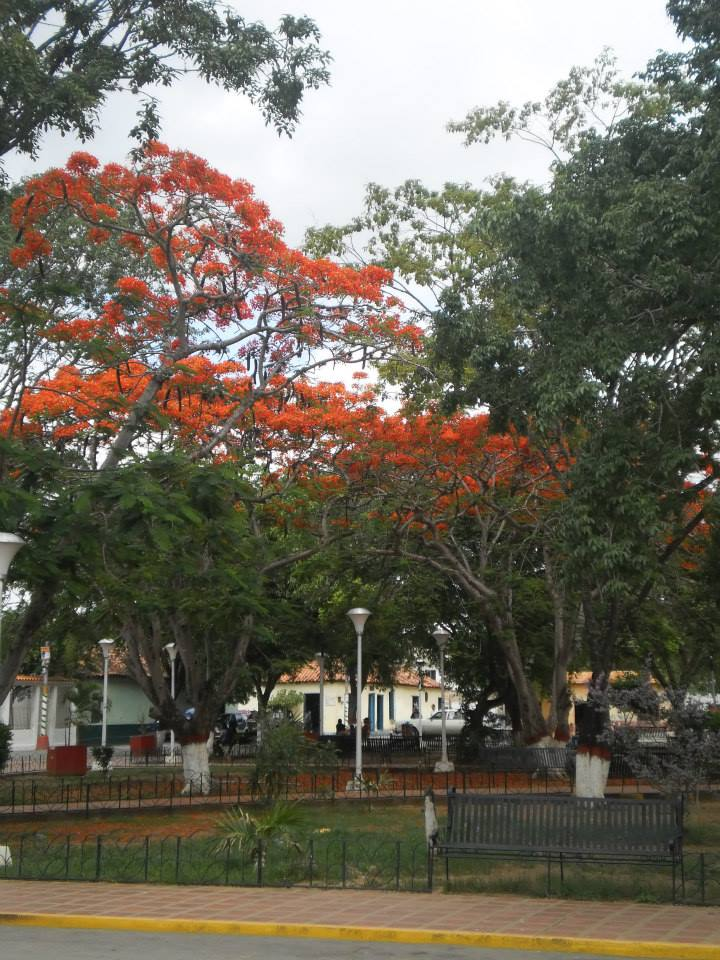
Primavera en Guanape.

El Origen de la mayor parte de la Vegetación Arbórea que cubre a Guanape, se sitúa en las Montañas la fila, la cual su mayor pronunciamiento se da entre mayo a julio como llegada de la primavera, La Vegetación más autóctona la podemos ver más en los árboles de Samán, Cedro, Cujíes, Roble entre otros, ya que son los más comunes y abundantes de toda la Zona.

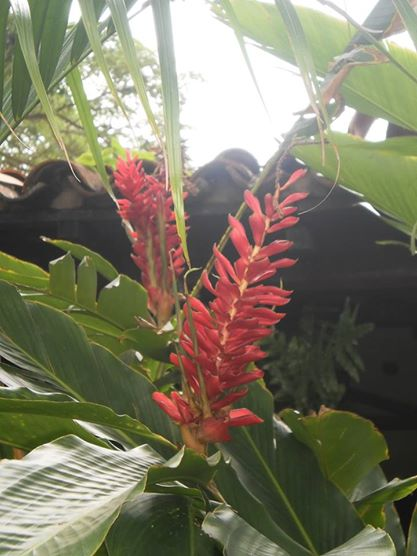
Flora de Guanape.

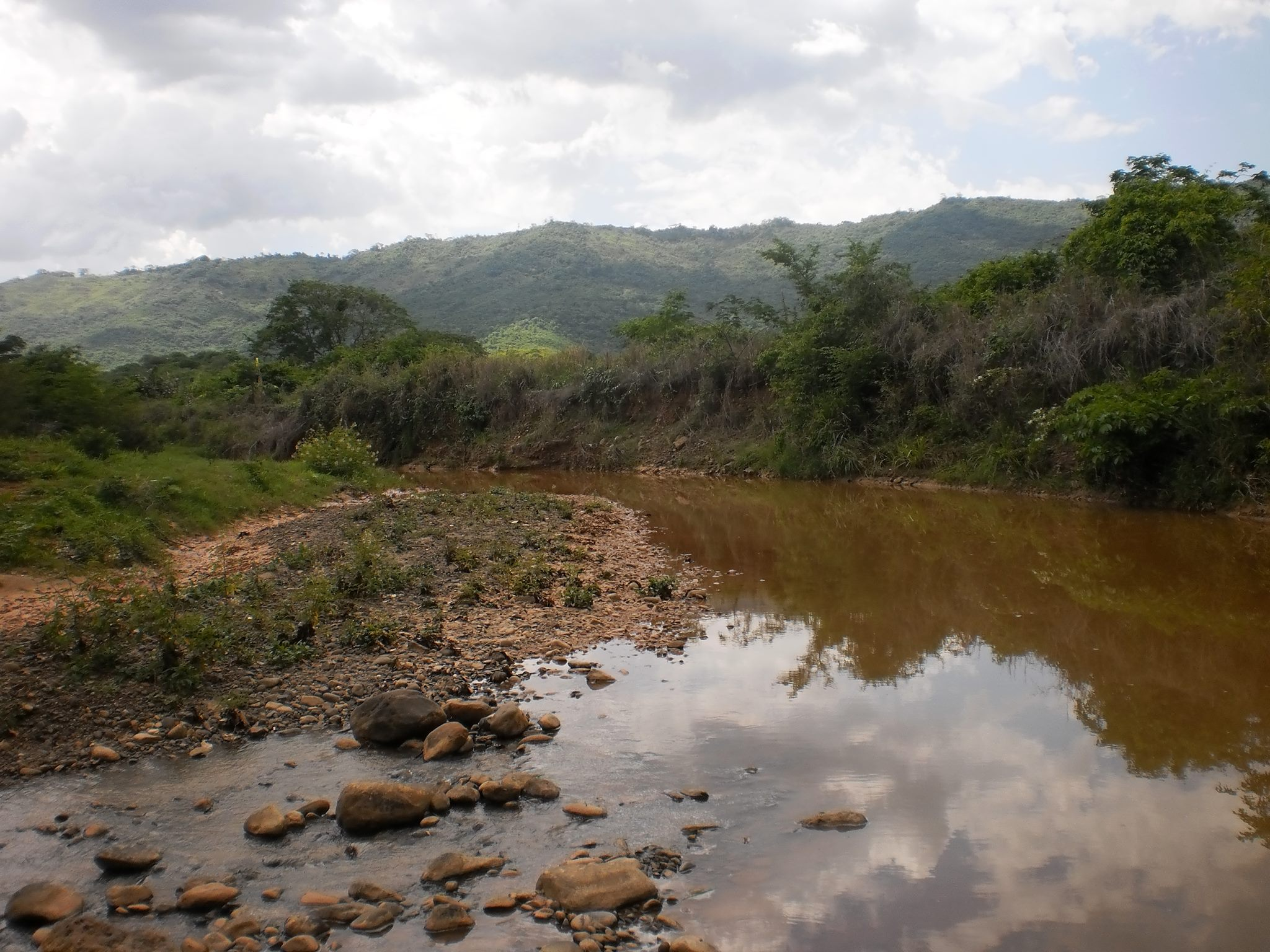
Vista del Rio Guanape.

### Fauna
Los montes de Guanape sustentan un gran número de especies de animales, entre las diferentes especies de animales podemos encontrar, Vertebrados, Invertebrados, entre los anfibios se encuentra la Rana Común, el Sapo Común, y el Sapo Corredor, los Reptiles están representados por el Camaleón, La Salamanquesa, El lagarto, La lagartija, La iguana y Las culebras.  las aves presenta el mayor grupo de vertebrados en las que se puede destacar, el Gavilán, El Zamuro, La Lechuza, Los Pájaros, El Perico, El Colibrí, El Turpial, El Loro, La Paraulata Llanera, La Potoca, La Turca, El Gonzalito entre otros.

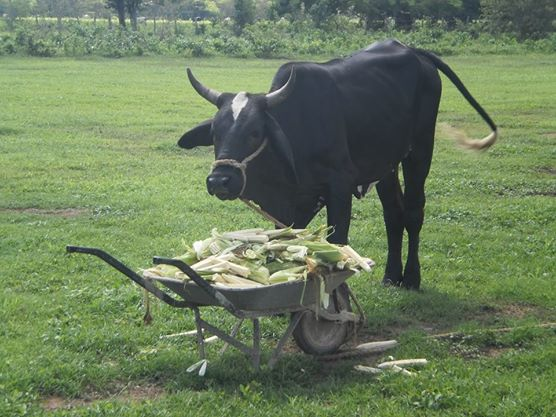
Una Vaca de los potreros de Guanape.

En los mamíferos más comunes podemos encontrar, El Zorro,  El Venado, La Vaca, El Cochino, El Caballo, El Chiguire, El Mono, El Araguato, Roedores como La Rata, El Ratón común, La Ardilla, El Conejo, El Jabalí.

### Guanape

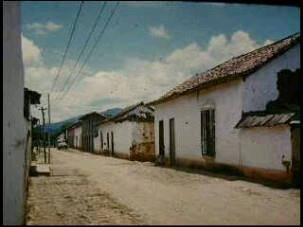
Historia de Guanape.

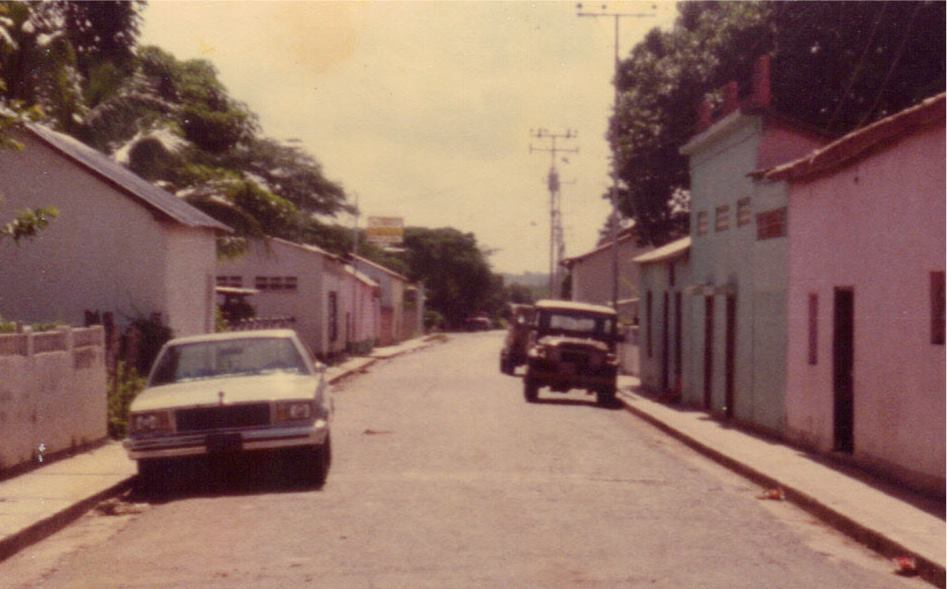
Guanape y sus calles de historia.

Guanape, amigo mío, le adelanto, es un pueblecito más de esta patria sin memoria, fundado no se sabe por quién, ni nadie sabe cuando, en la porción más Noroeste del Estado Anzoátegui. Fue lugar donde hubo población aborigen repartida en tribus de diverso nombre pero de igual coraje, al que regaba un río cuyo bien disfrutaban los Tomuzas en la más pura inocencia. Fue un lugar de riqueza, de conquista y de sangre. Fue un lugar ni más ni menos igualito a tantos de la patria a los que la incuria y el nuevoriquismo han llenado de aceite, quemado sus montañas, destruido su historia y sus leyendas, secado sus aguas, etc., etc.

### El Nombre
En la obra de Don Lisandro Alvarado “Glosario de voces Indígenas”, se asienta que la palabra “Guanape” significa, en el lenguaje Cumanagoto, Dehesa, Pastos o Potreros; así como también se afirma que con esa misma palabra se conocía a un Pez Guabina muy común en la lagunas y quebradas de la región que los indios llamaban “Guanapu”. es de suponer que los nativos dieron ese nombre a su vecindario por encontrarse éste muy cerca de varias lagunas naturales que existieron, como la laguna de Los Caros y de la Sabana del Roble, en las cuales había abundancia de ese Pez. En cuanto a la primera definición del origen del nombre de Guanape, la que lo relaciona con Pastos y Potreros, es un hecho evidente que el pueblo se encuentra entre la fila de Cerro Verde y una mediana meseta que arranca casi en las Chaguaramas en su parte Oeste y termina en las cercanías de Basura en la parte Sur-Este.

### La Pelea de Guanape
Por Rafael Armas Alfonzo (Fragmentos)
La acción de Guanape, descrita por Rafael Armas Alfonso, maestro de escuela de muchos años, historiador con buena obra en vías de publicación, muestra lo que de encono fratricida tuvo la Libertadora en esa región agropecuaria de Estado Anzoátegui. ¿Qué fue la pelea de Guanape? Una escaramuza entre hacendados, entre familiares, entre terratenientes. Sus puntos de diferencia se exteriorizaban afecciones a este o aquel Caudillo o ambiciones de poder entre los que lo detentaban y los que lo aspiraban por la vía de la fuerza. Ni unos ni otros proporcionarían a sus Pueblos posibilidades distintas a las que inveteradamente se les han negado a comunidades de escaso destino social. Las conclusiones que resultan conforman un cuadro de heroicidades innecesarias: una sola familia enlutada y un cadáver expuesto al Sol hasta que la insania de un violento cabecilla rural permite que lo recojan para su entierro, el de Manuel Itriago al lado de su sobrino, en el mismo pedazo de tierra del cementerio local, los dos compartiéndose las mismas flores escasas.

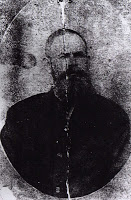
General Veneno.

El 12 de diciembre de 1902, en plena Revolución Libertadora El General Manuel Itriago Armas (a) Veneno, ocupaba militarmente a Guanape con fuerzas del Gobierno. “Las tropas, veteranas, disciplinadas, en su mayoría las había traído de Caracas” (1). Su cuartel ocupaba la casa llamada La Estrella, ubicada en la Calle Real, en el cruce con un callejón que sale a la plaza. Frente a esa casa, por el lado izquierdo, está la quebrada Calanche y más allá el bosque, la montaña. Esa casa, techada de tejas, hace esquina, aún existe, deteriorada, ruinosa. Allí estaba acuartelado también en su condición de 2.º jefe de las fuerzas, el General Zenón Marapacuto, quien había traído unos sesenta hombres bien armados, todos ellos de los caseríos Santa Bárbara y Alto Uchire. Uno y otro estaban en expectativa, dispuestos a defender a Guanape como diera lugar.
La decisión de tomar a Guanape a toda costa se tomó el 10 de diciembre, después de acaloradas discusiones y no fue sino una temeraria demostración de valor y coraje por parte del Coronel Pedro Rafael Armas (4), a pesar de que ambas cualidades eran suficientemente reconocidas por todos los que le acompañaban. Entre estos, con categoría de oficiales, estaban Chucho Armas, su hermano, Manuel Santamaría, ya citado, y Adolfo Quiaro, nativo de Clarines, quien había sido ayudante de Bottaro. Le acompañaba también otro buen oficial, de apellido Guacarán, nativo de El Guamo, que con él, con Pedro Rafael, había hecho toda esa campaña.

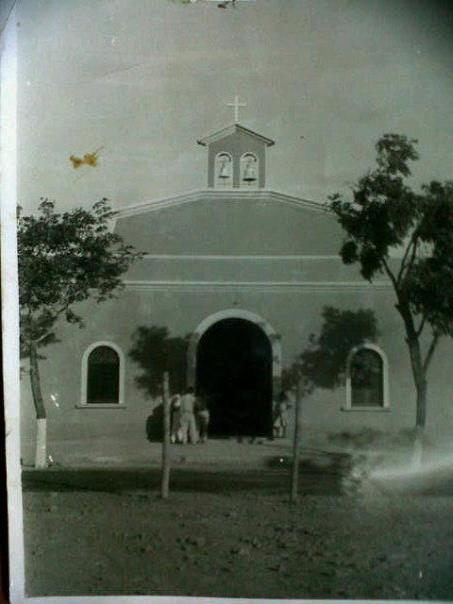
Iglesia historia de Guanape.

¿Qué buscaba Pedro Rafael Armas al atacar a Guanape? En el supuesto de que hubiera logrado tomar la ciudad, ¿Qué ventajas le reportaba al movimiento, a la Revolución, si en realidad esa plaza, militarmente, carecía de importancia?.
A la muerte del General Manuel Itriago Armas, el General Zenón Marapacuto asumió el mando de las tropas (13). Por cierto que los familiares del Coronel Pedro Rafael Armas guardan todavía un ingrato y penoso recuerdo de su comportamiento, inmediatamente después de la pelea no permitió que se levantara el cadáver, el cual estuvo expuesto al sol por varias horas (14). Accedió finalmente a petición de Don Felipe Silva, cuando, organizadas apresuradamente sus tropas, su corneta de órdenes tocó retirada rumbo a su cuartel en la zona montañosa de Alto Uchire, el único sitió donde se encontraba seguro.
Notas al pie de página:
(1) Información dada personalmente al autor por don Arturo Armas Itriago, en Clarines, el 4 de abril de 1970.
(4) “Pedro Rafael Armas era alto, flaco, delgado, tan delgado que parecía un carapacho. Hombre de recio carácter, no le tenía miedo a nadie. Era un cascabel”. Así lo describe don José Marín, en conversación con el autor, en Barcelona, el 22 de marzo de 1.971. Pedro Rafael Armas fue hijo de don Felipe de Armas Ruiz y de doña Margarita Itriago Domínguez. Era casado con Felicia Bustillos Gutiérrez y dejó dos hijos: Carmen Amparo y Pedro Rafael.
(13) Al General Zenón Marapacuto lo describen sus paisanos, vecinos de Sabana de Uchire que lo conocieron, así: “Era indio puro, bajito, chifluo, con una chivita, delgado de cuerpo, tallao. Era hombre calmoso, de mucha paciencia y voz suave. Brioso de verdad verdad, jugaba las armas y era el cacique en el vecindario de Santa Bárbara, donde vivía”. El General Cipriano Castro había escrito varias veces a Marapacuto, llamándolo a Caracas, pero se excusaba. Al fin escribió pidiéndole una audiencia, la que le fue concedida sin demora. Recibido por Castro, pidió: 1) La partición de los resguardos de Indígenas de Sabana de Uchire, 2) Que se le nombrara Jefe Civil de Sabana de Uchire. Ambas peticiones se atendieron.
(14) Mucha de la información que aparece en este relato fue suministrada en Guanape por el señor Armando Espinoza, a quien agradecemos su colaboración.

### El Coronel Luis Manuel Ytriago Sifonte
Nació en Guanape el 25 de agosto de 1886, hijo de Luis Manuel Ytriago Armas y Ana Ventura Sifontes Pérez; un personaje en su momento y en su entorno, de muchos bienes inicialmente, fue hacendado, Revolucionario, Médico Autodidacta, Periodista, Poeta y Funcionario Público. Se casó 2 veces, afortunado con las damas convivió con muchas en su larga vida, tuvo muchos hijos.
1821, se reúnen los Generales Carlos Soublette, Vicepresidente de Venezuela en campaña, José Francisco Bermúdez, Jefe del Ejército de Oriente y Pedro Zaraza, Jefe del Alto Llano, lo cual refiere que el pueblo de Guanape fue punto de partida para gloriosas acciones de guerra en la lucha por la independencia de Venezuela.

## Urbanismo
El Urbanismo en Guanape no es muy destacado en cuanto a construcciones y diseños de edificaciones, ya que el 95% de sus construcciones o viviendas son R1 y otras R2 podemos destacar que hay viviendas que datan de la época independentista o republicana. En cuanto al urbanismo vial, Guanape está diseñado en forma de tramas, orientación Este Oeste, donde sus vientos alisios pasan por sus calles provenientes de las faldas de la fila. Presenta cuatro calles largas y transversales que delinean la trama Urbana de la población, también cuenta con barrios satélites como son, las varas 1 y 2 Inavi, Guamachito y Boca de Monte que conforman la zona más poblada de toda la parroquia Guanape, todas estas Calles y Barrios conectadas por una Calle principal y una plaza central como punto hito de la población.

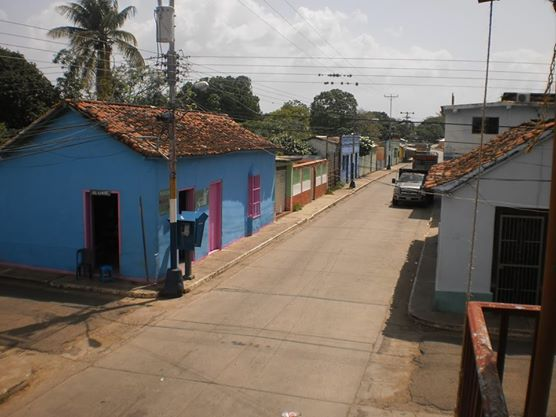
Calle Principal de Guanape (Santa Rosa).

### Arquitectura de Guanape

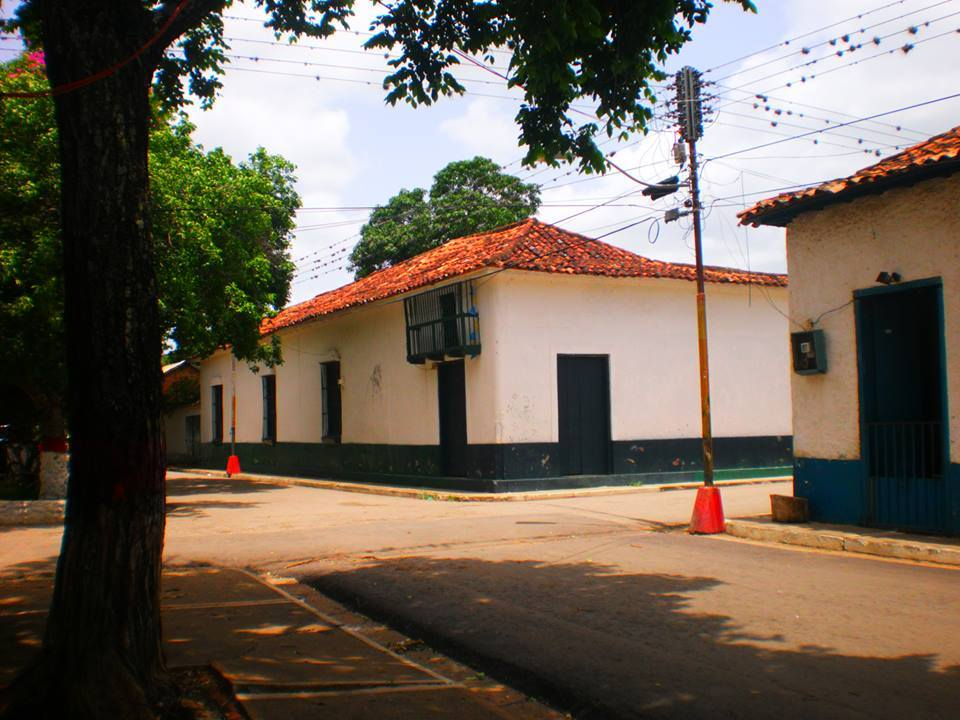
Casas Coloniales de Guanape.

El patrimonio Arquitectónico de Guanape destacan, viviendas que datan de los inicios de la república, Viviendas construidas con corredores, patios centrales y Balcones que forman bien sea la fachada o el espacio interior de la obra. Estas construcciones arquitectónicas están diseñadas con materiales de la zona, como el adobe que es arcilla mezclada con arena, agua y paja. La arcilla también se empleaba en la elaboración tejas, ladrillos cocidos en hornos bajo tierra y objetos utilitarios; en la parte este del pueblo, llamada anteriormente como "Las Tejerías" (Instalación fabril artesanal dedicada a la producción de tejas), en donde aún se puede apreciar los huecos para hornos en donde se elaboraban los objetos. Dentro de esta arquitectura se destacan el zaguán y las casa de Bahareque. En cuanto a la Arquitectura Religiosa, solo se destaca su Iglesia Principal que tiene forma de cruz en su implantación y una fachada principal más al estilo republicano que colonial y comparte un campanario en el ala derecho de la construcción. También se destacan construcciones más modernas y de estilo vanguardista que forman la pequeña conurbación de Guanape.

## Economía
Economía de Guanape

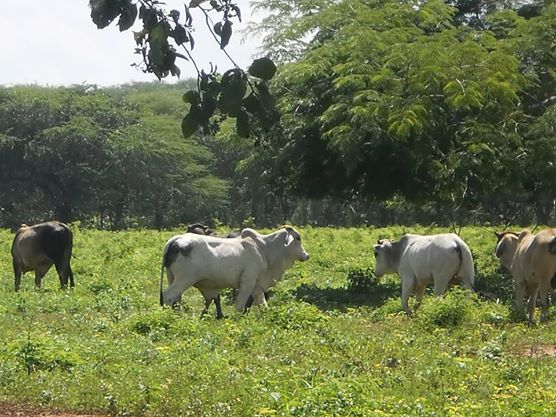
Economía de Guanape.

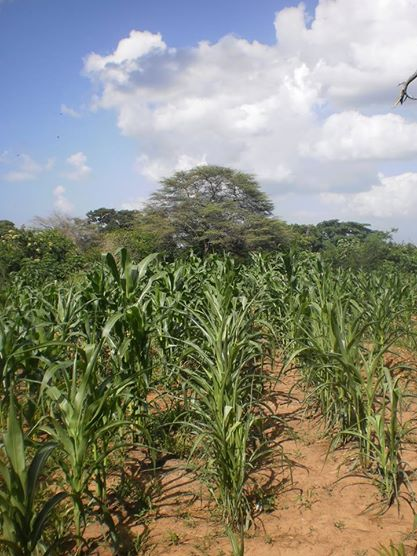
Siembra de Maíz En Guanape.

Guanape es una Parroquia del Municipio Bruzual la cual su principal actividad económica que impulsa la Parroquia es la agricultura la ganadería y la comercial, sin embargo también existen actividades de producción animal como gallinas ponedoras y pollos de cría.

## Religión

### Virgen de la Candelaria

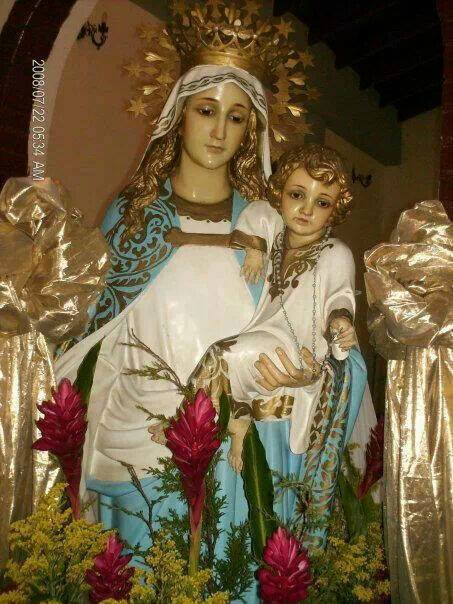
Virgen de la Candelaria.

El ciudadano José Antonio de Armas hijo natal de Guanape siempre tuvo la inquietud de que su Pueblo tuviera la imagen de vuestra Señora de la Candelaria, a quien veneraba con gran devoción hasta el punto de llegar a bautizar a uno de sus hijo con el nombre de la Virgen (Rafael Candelario). La oportunidad se presentó cuando el Ministro de obras Públicas en el Gobierno del General Marcos Pérez Jiménez manda a buscar a España por intermedio de la Casa Aranda, varias imágenes para la Iglesia de Caracas, Don Populo, como cariñosamente le decían en el Pueblo, aprovechó la ocasión y pidió la imagen de la santísima ya que él trabajaba en este Ministerio. En enero de 1953 la Virgen llega a Caracas, la tiene casi un mes en su casa hasta arreglar el viaje para trasladarla a Guanape. Don José Antonio y José Saume salen de Caracas en una camioneta con la Virgen de la Candelaria y llega en la madrugada del día dos de Febrero al caserío de Mayare, de aquí fue llevada en peregrinación hasta la Iglesia del Pueblo donde fue recibida por el obispo de esa época los sacerdotes y los habitantes de Guanape.

## Cultura
En Guanape hay una variedad de cultura muy tradicional como en casi toda Venezuela, una cultura muy arraigada por nuestros ancestros y otra producto de la Colonización en Venezuela, nuestras tradiciones son muy relacionadas con los bailes folklóricos y culturales de todo el país.

### Música
"Rafael Tobías Alvarez Armas (Guanape 01 de mayo de 1906-El Tigre 20 de enero de 1994), con apenas 14 años de edad, comienza actividad musical en oportunidad de conocer a un famoso violinista colombiano nativo de Pamplona, Rodolfo Mogollón Álvarez, quien dirigía una compañía de canto (zarzuelas, óperas, operetas, etc.) y quien se encontraba en gira artística por Venezuela; este personaje, determinante en la inclinación musical de Tobías Álvarez, llegó a ser primer violinista concertino de Pamplona. Se establece en Guanape y funda en esta localidad una escuela de música y acto seguido, Tobías se inscribe en ella e inicia sus estudios, permaneciendo cinco años bajo la dirección del maestro Mogollón, aquí se hace violinista y lleno de inquietudes por conocer a fondo los secretos del violín y amante de la música difícil, son sus palabras, Tobías se marcha a la ciudad de Maturín, donde continúa sus estudios.
Numerosas son las composiciones que constituyen el patrimonio musical de Tobías: Los Mereyes (pasodoble), Mercedes (pasodoble), Inspiración (vals), El Bolivariano (vals), Aleida (merengue) y El Collar (merengue). Su dilatada trayectoria, se proyecta a otras entidades federales, donde su música amenizó bailes de gala en salones de altura; Boconó, Barinas, Altagracia de Orituco, Ciudad Bolívar, Tumeremo, Barcelona, Clarines, Cumaná, Caracas, Valle de La Pascua, Tucupido; para nombrar algunas de las ciudades que se han deleitado con el arte sublime, la inspiración y la emoción de este auténtico valor anzoatiguense." (Reseña de Antonio José Pérez Luna) 
Guanape es un pueblo del estado Estado Anzoátegui y muy cercano a Pueblos del Estado Guárico, la cual su Cultura Musical es muy variada y por ser un Pueblo llanero tiene raíces del Folklor llanero, pero una de las Músicas que más adoptó Guanape fue la que tocaba José Rosalino Figueroa "Chalino" con el violín, su Orquesta "Chalino y sus muchachos". También podemos destacar los “Incansables del ritmo” una agrupación de Guanape que destaca tocando Música de Vallenato y Raspa Canilla, pero más actual la música moderna, como lo son el grupo Primer Nivel conformado por Diomell Álvarez y Carlos Asfar, que como todo Pueblo y Ciudad del mundo ha llegado con un muevo ritmo e impregnada de modernidad y estilo.

### Literatura
"En tiempo más cercano, más nuestro, en la quietud de un valle, cuya historia nos cuenta a Guanape como tierra de músicos y poetas, florece de una familia humilde, con raíces plenas en metáforas, Zoila Piedad Muñoz, una bondad que marcó sus primeros pasos con el siglo y nos dejó sus recuerdos hace un año apenas... que ya es una eternidad.
De esa tarde entretejida por el árbol del amor y la dulzura, nacen cinco vástagos, dos de ellos poetas: Rafael José -hoy cabalgando también en soledades de irretornables latidos- y Artajerjes, el más retoño, tercamente en empeñar su finísima prosa, a la manera de Kafka, hasta los años ineluctables donde el recuerdo se nos revierte en lasitud y olvido." (La Tarde es como un árbol. Rafael Salazar)
Rafael José Muñoz (Guanape 22 de mayo de 1928-09 de noviembre de 1981), que se destacó por su audacia en el uso del lenguaje y por una construcción literaria que renegaba de las formas cerradas del nacionalismo y de los tópicos y límites de la lengua adquirida. Nació en Guanape, Anzoátegui, y murió en Caracas. Sufrió persecución durante el gobierno de Marcos Pérez Jiménez y defendió el recurso de la lucha armada en la lucha contra la dictadura. Fue colaborador de la Revista Nacional de Cultura y de Zona Franca.
Sus primeras obras fueron una Selección poética , de 1952, y Los pasos de la muerte, de 1953. Esta última, que revela a “un poeta dotado de poder de visión desacostumbrado”, incluye un prólogo de Vicente Gerbasi. Después de un periodo de apartamiento de la vida social y literaria, motivado por crisis psicológicas y desencanto político, publicó en 1969 El círculo de los tres soles, editado por la revista Zona Franca con epílogo de Juan Liscano. La influencia literaria predominante es la del poeta peruano César Vallejo. En las cuatrocientas cincuenta páginas de El círculo de los tres soles abundan los juegos onomatopéyicos, los anagramas del propio nombre del autor, símbolos, números y fórmulas matemáticas, la parodia como recurso de disolución del lenguaje convencional y, por tanto, de construcción de un universo paralelo hecho de palabras .
Jesús Rafael Saume Barrios publicó dos libros dedicados a Guanape, donde nos relata historia, costumbres y tradiciones del rinconcito más lejano de la Parroquia, un Guanapense prominente nos cuenta en Algo De Guanape y Silleta de Cuero una historia digna de cualquier pueblo del mundo... "No se resigna el autor a mirar con ojos de tristeza y frustración lo que fue, o es, patrimonio espiritual suyo y de los suyos, sin tomar parte militante en la obra del señalamiento y el rescate de tanta hechura y cuestiones olvidadas. Así dio rienda suelta a la memoria para hilar esas evocaciones de gente y cosas, de costumbres, de sentimientos y de dramas, de todo lo que vio y oyó."
A comienzos del año 2010, fue presentado en el Centro Cívico del pueblo el libro "Pueblos del norte de la cuenca del Unare, apuntes históricos", una exposición documental acerca de los pueblos del noroeste de la cuenca de el Unare, escrito por el guanapense, César Muñoz García y Julio José González Chacín de San José de Guaribe.

### Artesanía

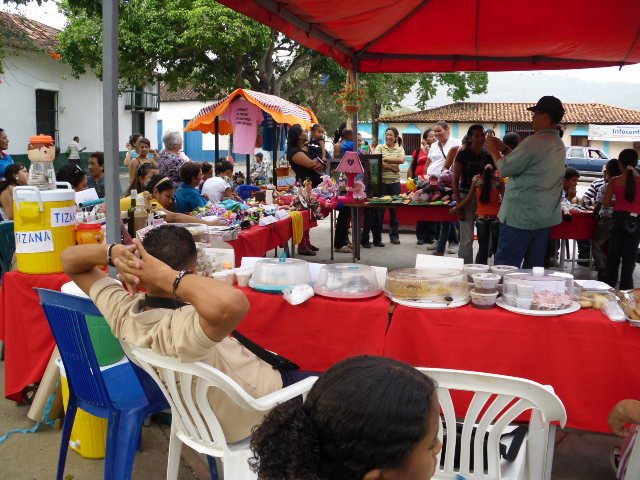
Artesanía de Guanape.

Se producen de forma artesanal Moriches, esta Artesanía se da de tejer con hilo nailon bien sea por aguja o telar, diferentes y modernos moriches tejidos por personas que se dedican a la elaboración de este producto, también podemos encontrar artículos hechos en barro como Tinajas, Fachadas, Jarrones, Vasijas, entre otros, nuestra artesanía es muy validada y también se destaca el tejido de sombreros el cual se elaboran con hojas de maíz o palma, pero unas de las Artesanía que destaca el la carpintería y las famosas silletas de cuero elaboradas con Madera de Cautaro y Cuero de Ganado.

### Gastronomía

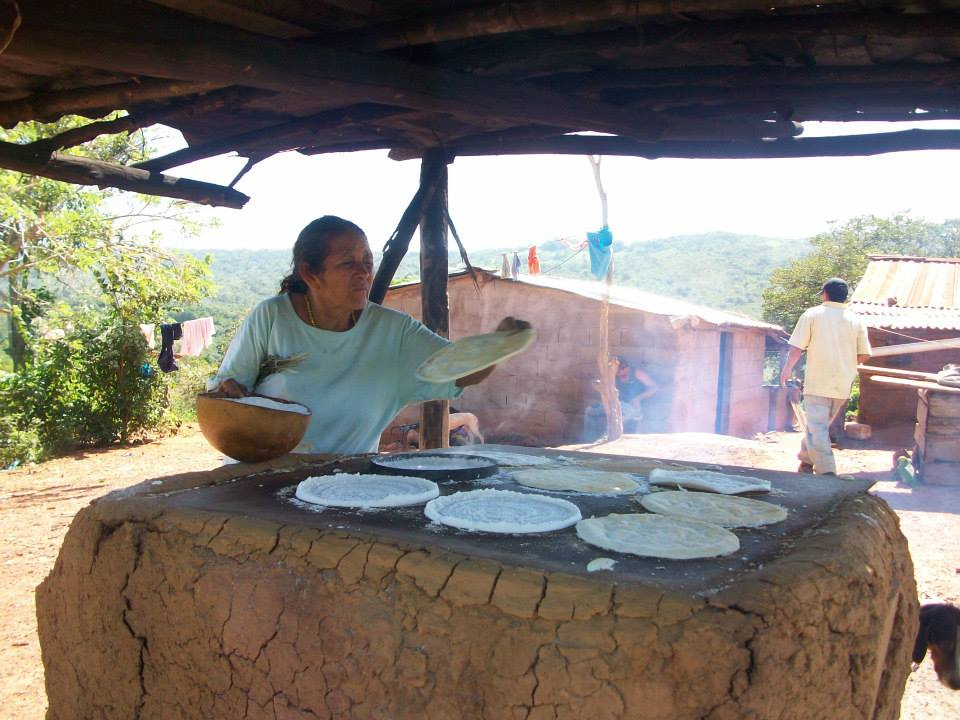
Gastronomía de Guanape.

La cocina Guanapense es un compendio de toda la Gastronomía del estado y de Venezuela, pero siempre destacando su diferencia, y se encuentra dentro de la dieta mediterránea de los pobladores. Los asopados de res o de Gallina Criolla, El Casabe son muy común en la Población dando así cada quien un toque de sabor al gusto del cocinero, Las Arepas son muy tradicionales en Guanape como en toda Venezuela, pero Guanape puede destacase con Arepas de Maíz Pilado o las muy y tradicionales Arepas de nuestros antepasados, las Arepas peladas, la cual se realizan poniendo al Maíz a pelar con ceniza de un día para otro. También dentro de nuestros platos tradicionales podemos encontrar la tradicional Cachapa que se da del Maíz Tierno, el Pabellón Criollo, los diferentes quesos que se producen en la zona, como Queso Duro, Queso de Mano, Queso Telita, unido a esto La Mantequilla y El Requesón, pero en cada plato bien sea del Pueblo de Guanape o de alguno de sus 33 Caseríos siempre se destaca, Los Frijoles, Caraotas o Chicharo, que son muy tradicionales en la Población, podemos encontrar diferentes tipos de dulces hechos por Familias del Pueblo como, Dulce de Leche, de Lechosa, los famosos Besos, entre otros.

### Fiestas Tradicionales

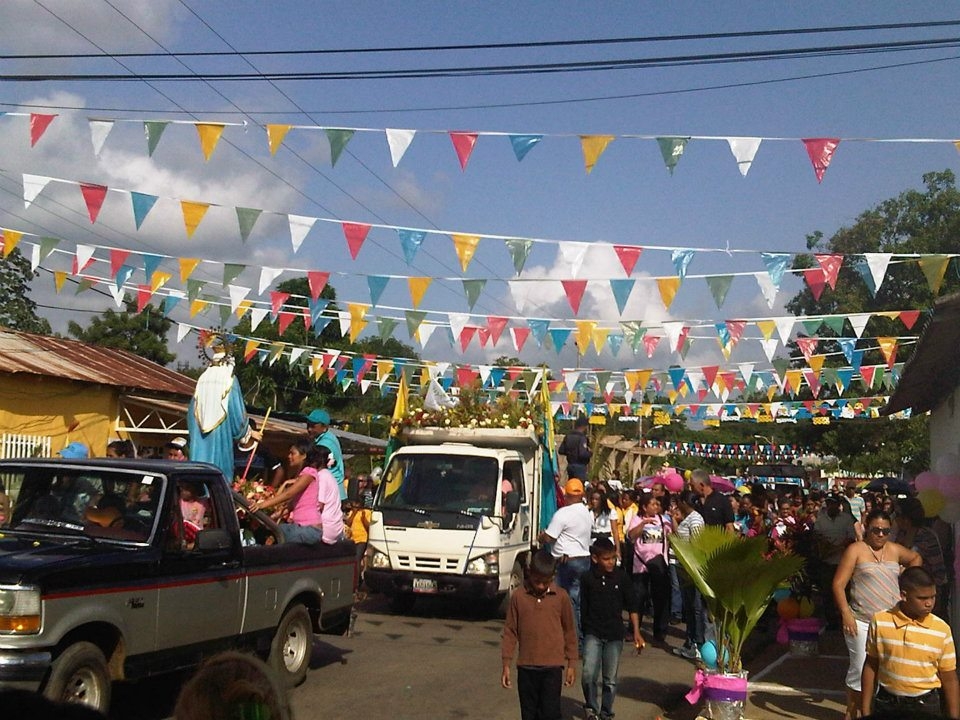
Ferias Tradicionales de Guanape

Como casi todos los Pueblos de Venezuela, Guanape celebra anualmente la Navidad, La Semana Santa, El Carnaval escolar, la Cruz de Mayo, además de otras más recientes y de origen foráneo como Halloween, que coincide con la festividad de todos los santos.
La Semana Santa en Guanape se realiza con tradicionales misas en honor a la Semana Mayor, como Bendición de Ramos, de Agua, Misa al Nazareno, y Misa de Resurrección entre otras, el Carnaval se lleva a cabo por medio de la escuelas primarias de la zona, con Carrosas y Sambas, la Cruz de Mayo se celebra todos los 3 del mes de mayo como su nombre lo indica, y por tradición Guanapense se dice que esta tradición de cantarle a cruz y donde un buen Guarapo de Maíz amanecido te pueden dar, es para llamar la lluvia del invierno para los grandes y pequeños productores de toda la parroquia.
Su vida más Festiva y Religiosa se celebra el 2 de febrero de cada año en honor a la Virgen de la Candelaria Patrona De Guanape y del estado Estado Anzoátegui, dentro de sus actividades culturales y tradicionales también se celebra cada diciembre las Ferias del Caballo en honor a Doña Aurora Mora de Ron.

## Transportes
Transporte de Guanape

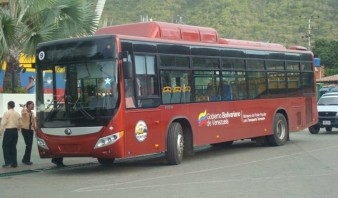
Transporte de Guanape.

Para llegar a la Población de Guanape solo lo puedes hacer vía transporte terrestre, la cual por el centro Urbano de Guanape puedes salir e ingresar por medio de los buses expresos de Valle de Guanape que cubren esa ruta, si vienes de Caracas puedes ingresar por otra línea de buses que pasan por Guanape, también puedes salir de Guanape hasta Barcelona por medio de vehículos de carritos expresos, y hacia Clarines capital del Municipio Manuel Ezequiel Bruzual por medio de la línea de carritos Litagua que salen de la Plaza Bolívar y llegan hasta la calle el Sol de Clarines, el aeropuerto más cercano a Guanape es el aeropuerto Internacional José Antonio Anzoátegui de la ciudad de Barcelona a 109 km.

## Vialidad
La presencia de redes pavimentadas, las cuales conectan a Guanape con los principales centros urbanos regionales mediante La Troncal 11(Barcelona y Puerto La Cruz), y las nacionales por medio de La Troncal 9 (Caracas) también conecta a Guanape con las localidades del Norte y Centro Sur del estado Guárico.

## Salud
La población cuenta con un Ambulatorio tipo II que alberga a gran parte de la Población y casi los 33 Caseríos, también los Caseríos tienen sus Ambulatorios rurales tipo I aunque fuera de servicio pero están, si necesitas ser trasladado a un centro de salud con mayor capacidad y tecnología, puede llegar a la población de Clarines capital del Municipio Bruzual que está a 32km o al Hospital Razetti de Barcelona que está a 114km

## Medios de comunicación
https://www.facebook.com/groups/Guanapecom/
https://www.facebook.com/SomosGUANAPE.net?fref=ts
https:// www. facebook.com/GUANAPEPARATODOS.

## Guanapenses ilustres

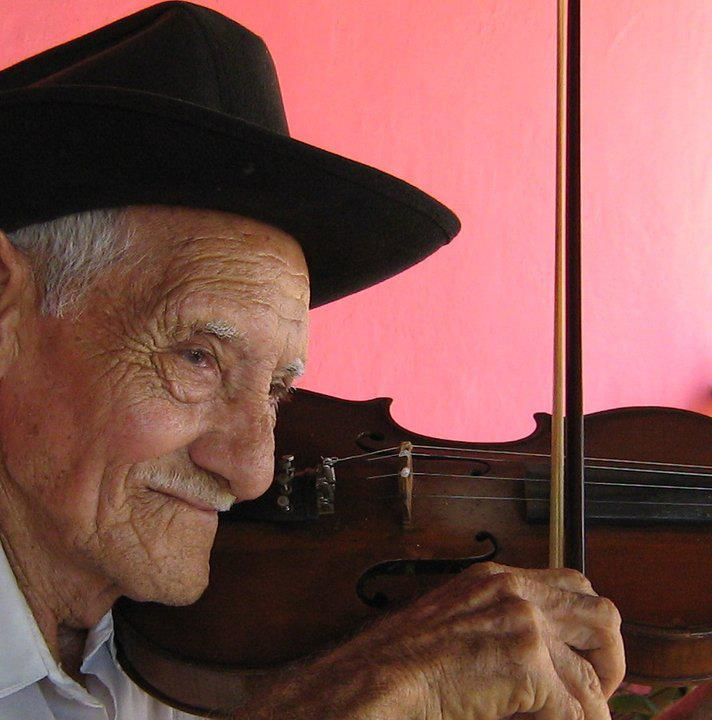
Rosalino Figueroa (Chalino).
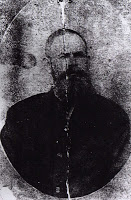
General Veneno.
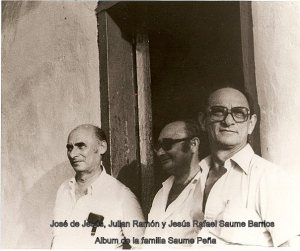
Jesús Rafael Saume Barrios.
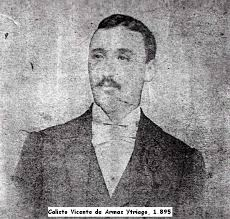
Calisto Vicente de Armas Itriago.